# Svaneti
Svaneti (Suania theo nguồn cổ đại) (tiếng Gruzia: სვანეთი Svaneti) là một tỉnh lịch sử ở Gruzia, ở phía tây bắc của đất nước. Nó là nơi sinh sống của người Svan, một phân nhóm địa lý của người Gruzia. 

## Địa lý
Nó nằm trên sườn nam của Dãy núi Kavkaz trung tâm và được bao quanh bởi các đỉnh núi cao 3.000-5.000 mét, Svaneti là khu vực có người ở cao nhất ở vùng Kavkaz. Bốn trong số 10 đỉnh núi cao nhất của Kavkaz nằm trong khu vực. Ngọn núi cao nhất ở Gruzia, núi Shkhara cao 5.201 mét (17.059 feet), nằm trong tỉnh. Đỉnh núi nổi bật khác bao gồm Tetnuldi (4.974 mét), Shota Rustaveli (4.960 mét), Ushba (4.710 mét), Ailama (4.525 mét), Lalveri, Latsga và nhiều đỉnh núi khác.
Svaneti có hai phần tương ứng với hai thung lũng có người sinh sống:
- Thượng Svaneti (Semo Svaneti) nằm về thượng nguồn sông Enguri, là một phần đơn vị hành chính của Samegrelo-Zemo Svaneti, với thị trấn chính là Mestia.
- Hạ Svaneti (Kwemo Svaneti) là thượng nguồn của sông Tskhenistsqali, một phần đơn vị hành chính của Racha-Lechkhumi và Kvemo Svaneti, thị trấn chính là Lentekhi.

Hai vùng này được ngăn cách bởi dãy núi Svaneti. Khu vực Svaneti lịch sử bao gồm cả Thung lũng Kodori ở quốc gia tự xưng Abkhazia và một phần của các thung lũng sông liền kề của Kuban và Baksan ở phía bắc của Kavkaz. Bodenstedt năm 1948 đã viết rằng, Thượng Svaneti chỉ có thể đến được bằng một lối đi bộ hiểm trở bị đóng cửa vào mùa đông.

## Phong cảnh
Cảnh quan của Svaneti bị chi phối bởi những ngọn núi được phân cách bởi những hẻm núi sâu. Hầu hết khu vực nằm ở độ cao 1.800 mét (5.904 ft) trên mực nước biển được bao phủ bởi rừng hỗn giao và lá kim. Khu rừng được chi phối bởi các loài cây như cây vân sam, thông Nordmann, sồi, cử và trăn. Các loài khác ít phổ biến hơn nhưng vẫn có thể được tìm thấy ở một số khu vực như hạt dẻ, bạch dương, phong, thông Scot và hoàng dương. Khu vực nằm từ 1.800 mét đến khoảng 3.000 mét (5.904–9.840 ft) trên mực nước biển bao gồm đồng cỏ núi cao và lãnh nguyên. Tuyết rơi và sông băng vĩnh cửu nối tiếp ở những khu vực cao hơn 3.000 mét so với mực nước biển. Vùng này nổi tiếng với các sông băng và các đỉnh núi đẹp như tranh vẽ. Đỉnh cao nhất của Svaneti có lẽ là núi Ushba nằm trên hẻm núi Inguri và có thể được nhìn thấy được từ nhiều nơi trong vùng.

## Khí hậu
Khí hậu của Svaneti rất ẩm ướt và chịu ảnh hưởng của các khối không khí từ Biển Đen trong suốt cả năm. Nhiệt độ trung bình và lượng mưa thay đổi đáng kể ở độ cao khác nhau. Lượng mưa hàng năm dao động từ 1000–3200 mm (39-126 inch). Svaneti Có lượng mưa đáng kể trong suốt dao động. Lượng mưa cao nhất tại Dãy núi Đại Kavkaz. Khu vực này có tuyết rơi rất nặng vào mùa đông và tuyết lở xuất hiện thường xuyên. Lớp tuyết phủ dầy đặc có thể đạt đến 5 mét (16,4 ft) ở một số khu vực. Nói chung, các vùng thấp nhất của Svaneti (ở độ cao 800–1200 mét) được đặc trưng bởi mùa hè dài, ấm áp và mùa đông tương đối lạnh và có tuyết. Độ cao trung bình (1200–1800 mét) trải qua mùa hè tương đối ấm áp và mùa đông lạnh. Các khu vực trên 2000 mét có mùa hè ngắn, mát mẻ (dưới 3 tháng) còn mùa đông dài và lạnh. Phần lớn Svaneti nằm trên 3000 mét, là một khu vực mà không có một mùa hè thực sự. Do gần với Biển Đen, khu vực này được giảm bớt nhiệt độ mùa đông cực kỳ lạnh đặc trưng của vùng núi cao.